# Veronika Kádár
Veronika Kádár (2008) es una deportista húngara que compite en ciclismo en la modalidad de BMX estilo libre.
Ganó una medalla de plata en el Campeonato Mundial de Ciclismo Urbano de 2024 y una medalla de bronce en el Campeonato Europeo de Ciclismo BMX Estilo Libre de 2024, en la prueba de flatland.

## Palmarés internacional
| Campeonato Mundial | Campeonato Mundial      | Campeonato Mundial | Campeonato Mundial |
| Año                | Lugar                   | Medalla            | Competición        |
| ------------------ | ----------------------- | ------------------ | ------------------ |
| 2024               | Abu Dabi (EAU)          | Medalla de plata   | Flatland           |
| Campeonato Europeo |                         |                    |                    |
| Año                | Lugar                   | Medalla            | Competición        |
| 2024               | Luxemburgo (Luxemburgo) | Medalla de bronce  | Flatland           |